# 陸聚
陸聚（14世纪？—1390年），明朝初年軍事將領。

## 生平
其最初為元朝樞密院同知，后兵敗逃至濠州。徐達在經絡時候，陸聚以徐州、宿州兩地應降。朱元璋曾經說過：“這兩州是我的祖地，不忍用兵。”當其歸附時，朱元璋大悅，命其為江南行省參政，仍守徐州。后擴廓遣李左丞進攻徐州，陸聚派遣傅友德進攻，并俘獲李左丞。后又擊敗元朝部隊于宿州，活捉邢端等人。后跟從平定山東、汴梁。后改為山東行省參政。之後跟從攻陷元大都、經略大同、保定、真定，并平定山寨等。洪武三年，封為河南侯。洪武八年，在陝西屯田。后在臨清練兵。后召還。洪武二十三年，因胡惟庸案連坐而死，其爵位廢除。